# Benito van de Pas
Benito van de Pas (* 18. Januar 1993 in Tilburg, Niederlande) ist ein niederländischer Dartspieler.

## Karriere

### BDO (2009 bis 2014)
Benito van de Pas begann seine Darts-Karriere in der BDO. Seinen ersten größeren Erfolg hatte er 2011, als er die German Open gewinnen konnte. An der BDO-Weltmeisterschaft nahm er dreimal teil (2012, 2013 und 2014), schied aber immer in der 1. Hauptrunde aus.

### PDC (seit 2014)
Im Januar 2014 wechselte van de Pas zum konkurrierenden Dartsverband, der PDC. Das Jahr verlief für ihn sehr gut. Er erreichte mehrere Viertelfinale auf der ProTour, so spielte er sich direkt in die Top 32 der ProTour Order of Merit. Diese Platzierung berechtigte ihn an den Players Championship Finals 2014 teilzunehmen. Er scheiterte allerdings in Runde 1 an Peter Wright mit 6:2.
Ende 2014 qualifizierte Benito van de Pas sich ebenfalls für die PDC-Weltmeisterschaft 2015 im Alexandra Palace, London. In der 1. Runde traf er auf Paul Nicholson aus Australien. Van de Pas konnte sich knapp mit 3:2 durchsetzen und erreichte so die Runde der letzten 32. Dort spielte er gegen Top-10-Spieler Dave Chisnall. Benito van de Pas gewann überraschend souverän mit 4:2. Im Achtelfinale allerdings, folgte sein Aus gegen Robert Thornton (4:0).
2015 begann er auf dem 42. Weltranglistenplatz. Im März qualifizierte er sich für die UK Open in Minehead. Wie im Vorjahr verlor in der 3. Runde. Bei einem Players Championship Turnier warf er in der 2. Runde einen 9-Darter gegen Max Hopp und gewann am Ende 6:2. Im Juni erreichte er bei den International Darts Open in Riesa sein erstes PDC Finale. Auf dem Weg dorthin schlug er u. a. Michael van Gerwen (6:4) und Kim Huybrechts (6:3). Das Finale verlor er allerdings gegen Michael Smith mit 3:6. 2017 erreichte er mit starken Auftritten bei den German Darts Open 2017 erneut ein PDC Finale, spielte dort einen Average von über 110 Punkten, unterlag aber dem Schotten Peter Wright (6:5).
Bei der PDC Qualifying School 2021 verfehlte van de Pas trotz Teilnahme an der Final Stage die Tour Card. Er nahm daraufhin ohne Erfolg an der European Challenge Tour teil und kam als Nachrücker zu den Players Championships 2021 in Niedernhausen, wo er zweimal die dritte Runde erreichte.
Bei der Q-School 2022 ging van de Pas ebenfalls an den Start. Er nahm dabei auch an der Final Stage teil, errang jedoch keine Tour Card. Ansonsten nahm er 2022 an keinen Profi-Turnieren teil.
2023 trat van de Pas erneut bei der Q-School an, wobei ihm direkt am ersten Tag der Einzug in die Final Stage gelang. Mit drei Punkten für die Rangliste verpasste er jedoch die Tour Card erneut.

## Weltmeisterschaftsresultate

### BDO
- 2012: 1. Runde (2:3-Niederlage gegen  Alan Norris)
- 2013: 1. Runde (2:3-Niederlage gegen  Darryl Fitton)
- 2014: 1. Runde (0:3-Niederlage gegen  Jan Dekker)

### PDC-Jugend
- 2011: Halbfinale (1:4-Niederlage gegen  Michael van Gerwen)
- 2014: 1. Runde (4:6-Niederlage gegen  Jimmy Hendriks)
- 2015: Achtelfinale (3:6-Niederlage gegen  Roxy-James Rodriguez)
- 2017: 1. Runde (5:6-Niederlage gegen  Jeffrey de Zwaan)

### PDC
- 2015: Achtelfinale (0:4-Niederlage gegen  Robert Thornton)
- 2016: Achtelfinale (0:4-Niederlage gegen  Michael Smith)
- 2017: Achtelfinale (2:4-Niederlage gegen  Gary Anderson)
- 2018: 1. Runde (1:3-Niederlage gegen  Steve West)
- 2019: Achtelfinale (1:4-Niederlage gegen  Brendan Dolan)
- 2020: 2. Runde (2:3-Niederlage gegen  Max Hopp)

## Titel

### BDO
- Weitere
  - 2011: German Open

### PDC
- Pro Tour
  - Players Championships
    - Players Championships 2016: 4, 9, 20
- Secondary Tour Events
  - PDC Development Tour
    - PDC Challenge Tour 2013: 9
    - PDC Development Tour 2015: 6

### Andere
- 2009: Baronie stad Open
- 2010: Scharen Open, Open Willemstad, Dongen Open
- 2011: Klaaswaal Open
- 2015: Hemeco Open Rosmalen, Open Zeeland, De Valk Open, The Hague Championship